# Gelbe Margerite

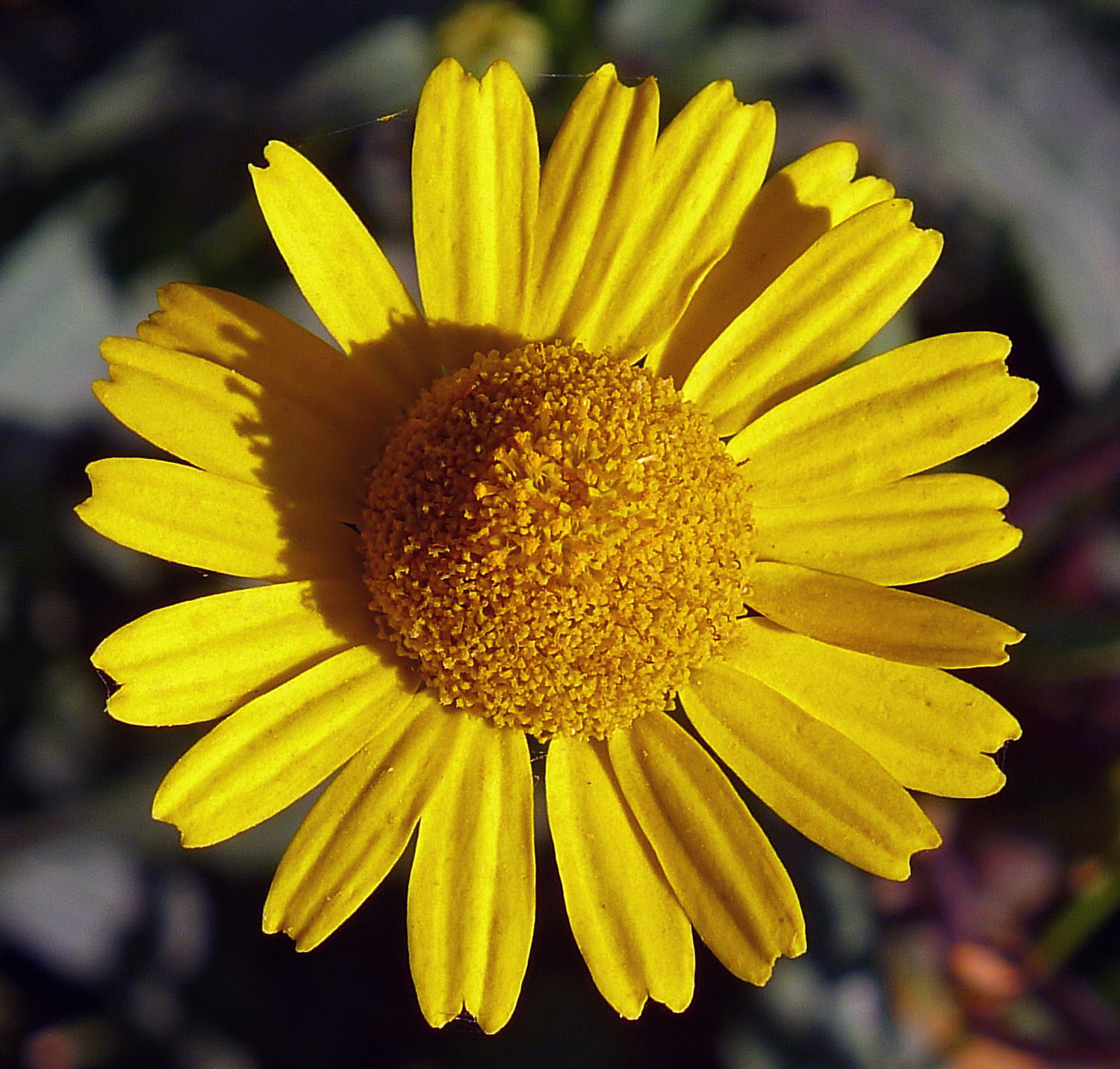
Blüte

Die Gelbe Margerite  (Coleostephus myconis) ist eine Pflanzenart aus der Gattung Coleostephus in der Familie der Korbblütler (Asteraceae).

## Beschreibung
Die Gelbe Margerite ist wie die ihr ähnliche Saat-Wucherblume (Glebionis segetum) eine einjährige Art. Die bis 45 Zentimeter hohen, meist kahlen, gerippten Stängel sind einigermaßen aufrecht und wenig, selten verzweigt. 
Die einfachen und wechselständigen, meist kahlen bis spärlich behaarten, gesägten bis gezähnten Laubblätter sind 2–5 Zentimeter lang, sie sind verkehrt-eiförmig bis spatelförmig sowie abgerundet bis stumpf. Die mittleren sind halb-stängelumfassend, die unteren sind gestielt.
Die Blütenköpfe sind 2–3 Zentimeter breit mit gelben, zwittrigen Scheiben- und gelben bis weißlichen, weiblichen Zungenblüten. Die bis 15 Millimeter langen Zungen sind rippig und eingebuchtet bis dreilappig, -zähnig. Die leicht behaarten und grünlichen Hüllblätter in zwei-, drei Reihen sind abgerundet bis stumpf und oben häutig, bräunlich berandet. Der Blütenboden ist kegelförmig und grubig. Die Achänen, mit einem Karpopodium (Kallus), der Scheibenblüten sind gerippt und tragen eine schiefes, häutiges Krönchen. Diejenigen der Zungenblüten sind steril mit einem membranösen Pappus.
Die Blütezeit ist April bis August.
Die Chromosomenzahl ist 2n = 18.

## Verbreitung
Die Gelbe Margerite kommt ursprünglich im Mittelmeergebiet in Marokko, Algerien, Tunesien, Portugal, Spanien, Frankreich, Korsika, Sizilien, Sardinien, Italien, Albanien, im früheren Jugoslawien, in Griechenland, Kreta, in der Türkei, in Israel, Libanon und Syrien vor. Auf den Azoren und auf Madeira ist sie ein Neophyt, auf den Kanaren ist die Ursprünglichkeit zweifelhaft. In weiteren Ländern Europas, Nordafrikas und Vorderasiens kommt die Art eingeschleppt und unbeständig vor. Sie gedeiht auf Kultur- und Brachland.

## Taxonomie
Die Art wurde von Carl von Linné als Chrysanthemum myconis in Sp. Pl., ed. 2: 1254, 1763 erstbeschrieben. Sie wurde von Heinrich Gustav Reichenbach in Icon. Fl. Germ. Helv. 16: 49, 1853 in die Gattung Coleostephus gestellt. Synonyme von Coleostephus myconis (L.) Rchb.f. sind Kremeria myconis (L.) Maire, Leucanthemum myconis (L.) Giraudias, Myconella myconis (L.) Sprague, Myconia myconis (L.) Briq., Chrysanthemum hybridum Guss. und Coleostephus hybridus (Guss.) Lange sowie Coleostephus myconis (L.) Cass.

## Systematik
Die weitverbreitete Gelbe Margerite hat im Mittelmeergebiet nur zwei nähere Verwandte:
- Coleostephus multicaulis (Desf.) Durieu: Sie kommt in Algerien vor.[4]
- Coleostephus paludosus (Durieu) Alavi (Syn.: Coleostephus clausonis Pomel): Sie kommt in Portugal, Algerien, Tunesien, Sizilien und Libyen vor.[4] Bei dieser Art sind die Blätter unregelmäßig gezähnt.[2]